# Jakobacka kyrka
Jakobacka kyrka (finska: Jakomäen kirkko) är en kyrka i Jakobacka i Helsingfors. Den befinner sig söder om Jakobackaplanen, mellan Hympelparken och biblioteket. Den planerades av Leo Tenhunen och blev klar år 1975. Kyrkan grundrenoverades år 1998.